# Star 12.155
Star 12.155 — среднетоннажный грузовой автомобиль производства завода грузовых автомобилей «Star» в городе Стараховице (ПНР). Пришёл на смену автомобилю Star 1142. Вытеснен с конвейера моделью Star S2000.

## История
Производство автомобиля Star 12.155 началось в декабре 1998 года, параллельно с Star 8.125. Автомобиль оснащён дизельным двигателем внутреннего сгорания MAN мощностью 155 л. с. (114 кВт) и крутящим моментом 580 Н*м. Экологический стандарт — Евро-2. Масса — 12 тонн. Автомобиль способен буксировать прицепы массой до 8700 кг.